# Rh식 혈액형
Rh식 혈액형은 사람의 혈액형 중 하나이다. ABO식 혈액형 다음으로 임상적으로 중요한 혈액형으로 취급하고 있다. D, C, c, E, e 5가지 항원의 조합으로 이루어지며 이 중에서 Rh+ 혈액형과 Rh- 혈액형 구분은 D항원 유무로 구분한다.

## 발견
1940년 카를 란트슈타이너가 붉은털원숭이(Maccacus rhesus)의 적혈구를 토끼나 기니피그에 주사하였더니 항체가 생산되고 이 면역혈청과 원숭이의 적혈구를 다시 반응시키면 응집이 생기는 것을 발견하였다. 이에 따라 실험에 사용한 원숭이의 속명인 "rhesus"의 첫머리 글자를 따서 Rh로 명명하였다. 이 때 발견된 것은 훗날에 Rh 항원 중 D 항원인 것으로 밝혀졌으며, 이후 C, c, E, e 등의 항원도 발견되었으며 현재 50가지 이상의 항원이 있는 것으로 알려지고 있다.

## Rh식 혈액형 명명법
일반적으로는 D 항원의 유무에 따라 D항원을 가지고 있으면 "Rh+", D항원을 가지고 있지 않으면 "Rh-"로만 표현하는 것으로 알려져 있으나 실제 Rh식 혈액형은 명명법에 따라 8가지에서 50가지까지 표현할 수 있다. 가장 많이 사용되는 명명법은 Fisher-Race법과 Wiener법을 사용하고 있다. 하지만 이 명명법을 이용해 Rh식 혈액형의 모든 항원을 표기할 수 없다는 단점이 있었다. 1962년에 Rosenfild 등은 Rh식 혈액형 항원에 숫자를 부여하는 명명법을 제시하였는데, 이 방법은 Rh 주요 항원인 D항원은 Rh1, C항원은 Rh2, E항원은 Rh3, c항원은 Rh4, e항원은 Rh5로 정의하고 나머지 항원에 대해 숫자를 붙여 부여하는 방법이다. 그 외에 국제수혈국제학회(ISBT)에서는 공통적인 Rh 항원을 표현할 용어의 필요성이 대두되어 숫자를 이용한 용어를 제정하였는데, 이 방법은 5자리의 숫자로 구성되어 있으며 보통 004XX형식으로 표현한다. 이 때 앞 세자리 수 "004"는 Rh식 혈액형임을 나타내는 것이고 뒤 두자리 수는 각 Rh식 혈액형 계통의 항원에 숫자를 부여한 것이다.
각 경우로 하여 Rh식 혈액형을 명명하면 다음과 같다.
| ISBT 번호 | Rosenfild법 | Fisher-Race법   | Wiener법        | 비고         |
| --------- | ----------- | --------------- | --------------- | ------------ |
| 00401     | Rh1         | D               | Rh0             |              |
| 00402     | Rh2         | C               | rh'             |              |
| 00403     | Rh3         | E               | rh              |              |
| 00404     | Rh4         | c               | hr'             |              |
| 00405     | Rh5         | e               | hr              |              |
| 00406     | Rh6         | ce              | hr              | f            |
| 00407     | Rh7         | Ce              | rhi             |              |
| 00408     | Rh8         | Cw              | rhw1            |              |
| 00409     | Rh9         | Cx              | rhx             |              |
| 00410     | Rh10        | ces             | hrv             | V            |
| 00411     | Rh11        | Ew              | rhw2            |              |
| 00412     | Rh12        | G               | rhG             |              |
| 00413     | Rh13        |                 | RhA             |              |
| 00414     | Rh14        |                 | RhB             |              |
| 00415     | Rh15        |                 | RhC             |              |
| 00416     | Rh16        |                 | RhD             |              |
| 00417     | Rh17        |                 | Hr0             |              |
| 00418     | Rh18        |                 | Hr              |              |
| 00419     | Rh19        |                 | hrs             |              |
| 00420     | Rh20        | es              |                 | VS           |
| 00421     | Rh21        | CG              |                 |              |
| 00422     | Rh22        | CE              | rh              | Jarvis       |
| 00423     | Rh23        | Dw              |                 | Wiel         |
| 00424     | Rh24        | ET              |                 |              |
| 00425     | Rh25        |                 |                 |              |
| 00426     | Rh26        | c-like          |                 | Deal         |
| 00427     | Rh27        | cE              | rhii            |              |
| 00428     | Rh28        |                 | hrH             | Hernandez    |
| 00429     | Rh29        |                 |                 | total Rh     |
| 00430     | Rh30        | Dcor            |                 | Goa          |
| 00431     | Rh31        |                 | HrB             |              |
| 00432     | Rh32        |                 | RN              | troll        |
| 00433     | Rh33        |                 | ROHar           | Hill         |
| 00434     | Rh34        |                 | HrB             | Bastiaan     |
| 00435     | Rh35        |                 |                 | 1114         |
| 00436     | Rh36        |                 |                 | Bea(Berrens) |
| 00437     | Rh37        |                 |                 | Evans        |
| 00438     | Rh38        |                 |                 | Duclos       |
| 00439     | Rh39        | C-like          |                 |              |
| 00440     | Rh40        | Tar             |                 | Targett      |
| 00441     | Rh41        | Ce-like         |                 |              |
| 00442     | Rh42        | Ces             | rh1s            | Thornton     |
| 00443     | Rh43        |                 |                 | Crawford     |
| 00444     | Rh44        |                 |                 | Nou          |
| 00445     | Rh45        |                 |                 | Riv          |
| 00446     | Rh46        | "Allelic" to RN | "Allelic" to RN | Sec          |
| 00447     | Rh47        |                 |                 | Dav          |
| 00448     | Rh48        |                 |                 | JAL          |
| 00449     | Rh49        |                 |                 | Stem         |
| 00450     | Rh50        |                 |                 | FPTT         |

이 혈액형은 어머니가 Rh-형이고 태아가 Rh+형인 경우, 첫 번째 출산으로 어머니의 몸 속에 Rh+에 대한 항체가 생겨 두 번째 아이의 임신에 영향을 주는 신생아 용혈성 빈혈(적아세포증)에 중요하다. 또한 동양인은 Rh-형이 극히 적으므로, 수혈 시에 상당한 문제가 되기도 한다.
Rh-형은 동양에서는 전체의 1%도 안 되는 반면, 서양에서는 Rh-형이 전체의 20%를 차지한다. 이런 희귀성 때문에 동양국가에서는 Rh-형인 사람들을 따로 등록해 두기도 한다.
Rh- 중에서도 극히 드문경우가 있는데 전세계에 단 43명만 있는 것으로 알려진 RH-null이다. Rh-null은 모든 Rh 항원이 없다. 보통 빈혈 증상을 겪다 알게된다.

## Rh-null형
Rh-null인 사람은 적혈구에 Rh 항원(Rh 또는 RhAG)이 없다. 이 희귀 질환은 "황금 혈액"(Golden Blood)이라고 불린다. Rh 항원이 없기 때문에 Rh-null인 적혈구는 LW와 Fy5도 결핍되고 S, s, U 항원의 발현도 약한다.
Rh/RhAG 단백질이 결핍된 적혈구는 구조적 이상(예: 구포성 적혈구증)과 세포막 결함을 나타내어 용혈성 빈혈을 유발할 수 있다.
최초의 Rh-null 혈액은 1961년 호주 원주민 여성에게서 발견되었다. 전 세계적으로 이 혈액을 보유한 사람은 43명뿐이며, 활동적인 기증자는 9명뿐이다. 이러한 특성은 다양한 의료 분야에서 매력적이지만, 희소성으로 인해 운반 및 확보 비용이 높다.